# パプアニューギニア海軍艦艇一覧
パプアニューギニア海軍艦艇一覧は、パプアニューギニア独立国海軍が過去保有した、または現在保有する、または将来保有する予定の、未完成・計画中止を含めた歴代艦艇一覧である。
凡例

## 現有勢力（2024年現在）
- 国防予算：9,940万ドル[1]
- 海軍人員：不詳[1]
- 艦船隻数：5隻（排水量20t以上）[1]

哨戒艇×3
輸送艇×2
- 航空機数：4機[1]

陸上固定翼機×4

## 艦艇一覧（近代海軍）

### 哨戒艦艇

#### 哨戒・警備艦艇
哨戒艇
- パシフィック級哨戒艇 - 4隻

Tarangau (P01)、Dreger (P02) 、Seeadler (P03)、Basilisk (P04)
- ガーディアン級哨戒艇 - 2隻（+2隻計画中）[2]

Ted Diro、Rochus Lokinap